# Лесковец, Юлия Васильевна
Юлия Васильевна Лесковец (укр. Юлія Василівна Лесковець; род. 4 июня 2002 год, Ровненская область, Украина) — украинская спортсменка, борец вольного стиля. Чемпионка Украины 2023 года. Мастер спорта Украины международного класса по вольной борьбе.

## Спортивная карьера
Первые результаты для Лесковец пришли в 2014 году, когда она приняла участие на местном турнире среди юношей (до 17 лет) в родном Рокитное и пришла первой в весе до 38 кг. В 2015 году она выиграла первенство Ровенской области среди кадетов в весе до 46 кг. В июне 2019 года она выиграла первенство Европы среди кадетов в Италии, месяцем позже она уже выступила на первенстве мира среди кадетов в Болгарии и стала финалисткой, где в схватке за золотую медаль уступила будущей чемпионкой мира среди взрослых Ноноке Одзаки. В 2021 году она впервые выиграла первенство Европы среди юниоров (до 20 лет) в Германии. В начале 2022 года приняла участие на взрослом чемпионате Украины, где в весе до 62 кг она добыла бронзовую медаль в составе Киевской области. В июле 2022 года повторила свой успех на первенстве Европы среди юниоров в Италии в весе до 59 кг. В августе 2022 года потерпела неудачи на первенстве мира в Болгарии, уступив в первом же схватке японке Сакуре Мотоки. В начале 2023 впервые выиграла чемпионат Украины, в финале она одолела чемпионку мира из Закарпатской области Оксану Гергель. В феврале 2023 года добыла бронзовую медаль на международном турнире памяти Ибрагима Мустафы в Египте. В июне 2023 года так же пришла третьей на рейтинговом турнире в Кыргызстане. В октябре 2023 года Юлия смогла взять бронзовую медаль на первенстве мира среди борцов до 23 лет в Албании

## Спортивные достижения
Взрослый уровень
- Чемпионат Украины 2022 — ;
- Чемпионат Украины 2023 — ;

Кадетский и юниорский уровень
- Первенство Европы 2019 — ;
- Первенство мира 2019 — ;
- Первенство Европы 2021, 2022 — ;
- Первенство мира до 23 лет 2023 — ;